# Białoruska Elektrownia Jądrowa
Białoruska Elektrownia Jądrowa (biał. Беларуская атамная электрастанцыя) – elektrownia jądrowa na Białorusi, w obwodzie grodzieńskim, w rejonie ostrowieckim, w Rudziszkach 1 (w pobliżu miasta Ostrowiec).

## Historia budowy
Elektrownia stanowi zasadniczą część programu zmniejszenia zależności Białorusi od rosyjskiego gazu ziemnego. Uruchomienie elektrowni zmniejszy zapotrzebowanie na gaz ziemny o 5 mld m³ rocznie. Białoruś rozważała również dołączenie się do budowy rosyjskich elektrowni jądrowych w Kursku lub w Smoleńsku.
W połowie 2006 roku rząd Białorusi podjął decyzję o budowie siłowni jądrowej o mocy elektrycznej 2000 MW. W sierpniu 2008 roku swoje oferty złożyło 4 producentów: Atomstroyexport (Rosja), Westinghouse-Toshiba (USA), Areva (Francja), i CGNPC (Chiny). Ostatecznie wybrano ofertę rosyjską. Oferta amerykańska nie mogłaby zostać zrealizowana na czas. Również Chiny nie oferowały wymaganego czasu realizacji. Oferta francuska obejmowała reaktor EPR, który uznano za zbyt duży.
W 2007 roku prezydent Białorusi wydał niezbędne dekrety o instytucjach odpowiedzialnych za przygotowanie budowy elektrowni, o budżecie projektu oraz o potencjalnych lokalizacjach. Jako możliwe miejsca budowy wskazano trzy lokalizacje: Krasnaja Palana, Kukszynawa (oba w obwodzie mohylewskim) i Rudziszki k. Ostrowca. W grudniu 2008 roku podjęto decyzję o wyborze tego ostatniego, mimo protestów Litwy. Elektrownia zlokalizowana jest bowiem 23 km od granicy i 55 km od Wilna.
W czerwcu 2009 ogłoszono, że głównym wykonawcą siłowni będzie Atomstroyexport. W marcu 2011 podpisano porozumienie międzyrządowe w sprawie budowy a październiku tego samego roku nowo powołany Dyrektoriat Budowy Elektrowni Jądrowej podpisał wstępną umowę z wykonawcą. Umowa zakładała budowę dwóch bloków AES-2006 z reaktorami wodnymi ciśnieniowymi V-491. Dwa miesiące później Dyrektoriat wystąpił o pozwolenie na budowę do krajowego regulatora (Gosatomnadzor). Umowę zasadniczą podpisano w lipcu 2012. W tym samym miesiącu białoruska Grodnoeniergo podpisała umowę z chińską firmą North China Power Engineering na budowę linii elektroenergetycznej łączącej elektrownię z siecią krajową.
W kwietniu 2013 roku Atomeniergomasz (AEM) wygrał przetarg na dostawę dwóch reaktorów dla elektrowni. Powstały one w zakładach AEM-Technologies w Wołgodońsku.
Prace na budowie rozpoczęły się w listopadzie 2013. Pełne pozwolenie na budowę bloku nr 1 wydano dopiero w kwietniu 2014. Pozwolenie na budowę fundamentów reaktora nr 2 wydano w lutym 2014 (oficjalnie budowa bloku nr 2 ruszyła w maju 2014).
W połowie 2016 roku budowa bloku nr 1 była zakończona w 30%, a uruchomienie było planowane na połowę 2019 roku. Uruchomienie bloku nr 2 było planowane na połowę 2020 roku.
Koszty budowy elektrowni atomowej w Ostrowcu zaplanowano na 11 mld dolarów. Budowa elektrowni spotkała się ze sprzeciwem władz litewskich, które zarzuciły Białorusi brak przejrzystości inwestycji i brak oszacowania jej bezpieczeństwa oraz wpływu na środowisko na Litwie. Litwa złożyła skargę do Komitetu Wdrażania Konwencji Espoo, który orzekł, że Białoruś złamała postanowienia konwencji, czemu strona białoruska zaprzecza.

### Finansowanie
W czerwcu 2009 rząd Białorusi podał, że uzgodnił z Rosją finansowanie budowy elektrowni, z zaliczkami na budowę infrastruktury włącznie. W listopadzie 2011 uzgodniono z Rosją pożyczkę w wysokości 10 mld USD na 25 lat w celu sfinansowania 90% kontraktu między Atomstroyexport a Dyrektoriatem Budowy Elektrowni Jądrowej. Po stronie rosyjskiej zaangażowano Wnieszekonombank, a po stronie białoruskiej Biełwnieszekonombank. W maju 2012 poinformowano o wypłacie pierwszych transz: na opracowanie projektu (204 mln USD) i wstępne prace budowlane (285 mln USD), co zatwierdziła umowa podpisana w maju 2014.

### Konsumpcja energii
Według WorldData konsumpcja energii elektrycznej na Białorusi to 31,72 miliarda kWh rocznie, natomiast elektrownia ma według założeń produkować 18 miliardów kWh rocznie.

## Dane techniczne
| Nr bloku                 | Blok 1           | Blok 2           |
| ------------------------ | ---------------- | ---------------- |
| Typ                      | WWER             | WWER             |
| Model                    | AES-2006/V-491   | AES-2006/V-491   |
| Status                   | Działający       | W trakcie budowy |
| Dostawca                 | Atomeniergomasz  | Atomeniergomasz  |
| Data rozpoczęcia budowy  | listopad 2013    | kwiecień 2014    |
| Data osiąg. stanu kryt.  | październik 2020 | październik 2020 |
| Data włączenia do sieci  | listopad 2020    |                  |
| Data trwałego wyłączenia |                  |                  |
| Moc elektryczna netto    | 1110 MW          | 1110 MW          |
| Moc elektryczna brutto   | 1194 MW          | 1194 MW          |
| Moc termiczna            | 3200 MW          | 3200 MW          |
| Współczynnik wydajności  | %                | %                |

## Incydenty
W nocy z 9 na 10 lipca 2016 roku doszło do zerwania się z dźwigu korpusu reaktora i upadku z wysokości od 2 do 4 metrów.
Pod wpływem nacisków międzynarodowej opinii publicznej komisja międzyresortowa podjęła decyzję o wymianie korpusu. Mimo że według ocen dokonanych przez odpowiedzialnych wykonawców budowy (Atomstroyexport i OKB Gidropress), przesłanych do zleceniodawcy i urzędu nadzoru (Gosatomnadzor), według których zbiornik nie został uszkodzony, Rosatom zgodził się na jego bezpłatną wymianę z uwagi na interes publiczny. Aby ograniczyć opóźnienie (6 miesięcy), do budowy bloku nr 1 wykorzystano więc zbiornik reaktora przeznaczonego dla bloku nr 2. Podczas 60. Konferencji Generalnej IAEA dyrektor generalny Rosatom (właściciela spółki Atomstroyexport) Siergiej Kirijenko powiedział, że kryteria techniczne nie są podstawą decyzji, a jest nią raczej opinia publiczna. Korpus jest całkowicie sprawny i może zostać wykorzystany w innych projektach.
26 grudnia 2016 doszło do kolejnego incydentu: skład kolejowy przewożący korpus reaktora „nieznacznie dotknął masztu sieci trakcyjnej”, ale „stwierdzono brak uszkodzeń”. W reakcji ministerstwo spraw zagranicznych Litwy stwierdziło, że jest to szósty znany (Litwie) incydent oraz ponownie zażądało inspekcji MAEA.
13 listopada 2020 po uroczystym włączeniu do sieci pierwszy blok białoruskiej elektrowni jądrowej pod Ostrowcem został wyłączony z sieci i przestał wytwarzać energię. Turbina została zatrzymana z powodu awarii i eksplozji kilku przekładników napięciowych na jednym z bloków podłączonych do generatora.
W grudniu 2021 roku dziennikarze śledczy, powołując się na CyberPartyzanci, ogłosili, że otrzymali dokumenty, w których zidentyfikowano 18 tys. usterek pierwszego bloku energetycznego.